# Герб Молдавской ССР
Герб Молдавской ССР (молд. Стема РСС Молдовенешть) — государственный символ Молдавской Советской Социалистической Республики. Герб МССР базируется на гербе Советского Союза.

## Описание
Согласно 167-й статье Конституции Молдавской ССР, принятой 15 апреля 1978 года:

Государственный герб Молдавской Советской Социалистической Республики представляет собой изображение серпа и молота в лучах солнца и в обрамлении колосьев и початков кукурузы с гирляндой из гроздьев винограда и плодов, с надписями на красной ленте: внизу «РССМ», на правой стороне на русском языке «Пролетарии всех стран, соединяйтесь!», на левой — на молдавском языке «Пролетарь дин тоате цэриле, уници-вэ!» В верхней части герба — пятиконечная звезда.

Изначальная версия герба несколько отличалась от позднесоветской, в частности, длиной солнечных лучей и написанием слова «объединяйтесь» («униць-вэ») на молдавском.
3 ноября 1990 года состоялось пленарное заседание Верховного Совета Молдавии, на котором был утверждён новый герб республики.

Герб Молдавской ССР 1940–1941
Герб Молдавской ССР 1941–1957
Герб Молдавской ССР 1957–1981
Герб Молдавской ССР 1981—1990